# CNBC Awaaz
CNBC Awaaz是印度印地语付费电视商业新闻频道，由位于总部位于新德里的CNBC和TV18所有。
CNBC Awaaz在当地设立“CNBC Awaaz旅游奖”。